# Kloster Santa Maria in Strada
Kloster Santa Maria in Strada war ein Zisterzienserkloster in der Emilia-Romagna, Italien. Die Abtei lag 17 km nordwestlich von Bologna rund einen Kilometer nördlich der nach Modena führenden Via Emilia, bei Ponte Salmoggia in der Gemeinde Anzola dell’Emilia.

## Geschichte
Die Benediktinerabtei wurde 994 von dem Bologneser Adeligen Bernadino Boccaferro gestiftet und war in der Folge ein Kamaldulenserkloster. Im Jahr 1250 wurde in das wohl im Niedergang befindliche Kloster ein Konvent aus dem Kloster Chiaravalle della Colomba entsandt. Damit gehörte das Kloster der Filiation der Primarabtei Clairvaux an. Die weitere Geschichte der Abtei liegt weitgehend im Dunkeln. Von 1323 bis 1348 war Bernardo Lamberteschi Abt. 1364 sollen die Mönche in die Stadt Bologna zur Kirche Santa Maria di Borgo degli Argenti umgezogen sein, die den Namen San Bernardo erhielt. Das Kloster fiel 1463 in Kommende, wurde wohl bereits unmittelbar danach verlassen und scheint unter den Abteien, die der italienischen Zisterzienserkongregation bei deren Gründung 1497 angehörten, nicht mehr auf. Auch San Bernardo soll 1510 verlassen worden sein. Das Kloster Santa Maria in Strada verfiel und wurde später vom Collego Montalto in Bologna übernommen, während in San Bernardo Olivetanermönche einzogen, bis das Kloster 1797 aufgehoben und in Wohnungen umgewandelt wurde.

## Anlage und Bauten
Das Kloster wurde ab 1252 errichtet. Von ihm soll noch ein Glockenturm erhalten sein. An der Stelle des Klosters befindet sich noch die kleine Kirche Santa Maria in Strada sowie die gleichnamige, aber jüngere Pfarrkirche.